# 笠木いちか
笠木 いちか（かさぎ いちか、1998年4月15日 - ）は、日本のAV女優、ストリッパー。ファンスタープロモーション所属。

## 略歴・人物
2019年2月、kawaii*の専属女優としてAVデビュー。
2019年12月より専属を離れ、企画単体女優となる。
2021年6月 ストリッパーデビュー。
2021年4月発売の『本能で快楽を求める即マン美女GET 水着ナンパ ～真夏のGALとパコパコ祭り!!～』が2022年4月11日週FANZA動画フロアランキングで1位を記録。
2024年5月27日週FANZA通販フロアランキングで出演した『近親NTR 種付け 夫婦交換 三田サクラ 笠木いちか』（h.m.p）が初登場2位を記録。

## 出演作品

### アダルトDVD
- 地方で発掘!2年間の大追跡スペシャル 地方で見つけたダイヤの原石 約730日間のAV交渉を経てそのまま緊急AVデビュー!（2月1日、kawaii*）※「AV OPEN 2018」素人部門2位獲得作品。
- 地方で見つけたダイヤの原石 初上京! 初イキSEX 初体験*潮吹き*絶頂スペシャル（3月25日、kawaii*）
- イッた直後も突かれまくってイカされまくる ダイヤの原石が初めて絶頂の向こう側を味わう連撃ピストンSEX（4月25日、kawaii*）
- 中年男と出会ったその日に狂ったようにハメまくる変態ケダモノSEX（5月25日、kawaii*）
- 通学中に声を出せない密着痴漢に遭い 帰りに何度も犯され続ける集団レ×プ電車（6月25日、kawaii*）
- 禁欲後の敏感マ●コを猛烈圧迫 ポルチオ性感開発! 全身ガクガク膣中イキ大絶頂オーガズム（7月25日、kawaii*）
- はじめての放尿と失禁。 我慢できないお漏らしエクスタシー（8月25日、kawaii*）
- 解禁! 人生初のナマ中出し 10連発ノンストップ種付け性交（9月25日、kawaii*）
- 犯され続けた水泳部エース 終わらない追撃輪姦 中出しレ●プ（10月25日、kawaii*）
- 完全プライベート映像 ハメ潮しっこ大噴射九州美女笠木いちかと 初めての二人きりお泊まり（12月7日、パコパコ団とゆかいな仲間たち/妄想族）
- 高学歴女子大生限定! あなたよりモテる友達紹介してください! 親友ま●こに入れたばかりの生ち●ぽをぬぷっと挿して優秀卵子と連続子作り中出しSEX! 顔◎、カラダ◎、頭脳◎、性格◎のプレミアJD6人 連鎖ハメ倒しスペシャル!（12月13日、赤面女子）
- 「あの裏垢の子」も今、いちかちゃんが着てるそれと同じうちの学校の制服着てたんだよね。（12月27日、ワープエンタテインメント）
- カントク女子 #1（12月27日、FIRST STAR）

- レズ狂い 笠木いちか 初レズベロキス激イキ轟沈（1月7日、ビビアン）
- 笠木いちか kawaii* 全タイトル完全コンプリート 8時間スペシャル（1月25日、kawaii*）※ベスト盤
- ガチナンパ! 大宮発! 黒ストッキング女子大生限定! 何度も寸止めしてたら発情しちゃってずっと腰振りイキっぱい! 78イキ! 16発射!（1月15日、ナンパーズ）
- 顔出しMM号 女子○校生限定 ザ・マジックミラー 素人女子○校生が生まれて初めての膣奥デカチ○ポぐりぐりピストンSEX!! キツキツオマ○コにねじこまれた巨根でうぶな子宮を突き上げられ涙が出るほどの快楽に泣きじゃくり連続イキ! in 池袋（2月7日、ディープス）
- 美少女逆援助変態生活 〜清楚ビッチの可憐なおじさん喰い〜（2月13日、BALTAN）
- 監禁クローゼット（2月20日、グローリークエスト）
- 生活費を稼ぐためにアルバイトに精を出す美少女を口説いて生ハメ本番 【現役JD】レンタル彼女（2月22日、JUMP）※「いちか」名義
- 青春、イラマチオ。（2月29日、ドリームチケット）
- 好きだったあの同級生から突然の電話。そしてウチに…やって来た!?（3月6日、クリスタル映像）
- “膣コキインストラクター”が提唱する 不妊治療の絶頂膣交セミナーで、参加者全員の前で中出し性交させられた若夫妻（3月12日、サディスティックヴィレッジ）
- アイドルのオーディションとダマされたお嬢様学校の生徒!上京田舎女子○生制服切り裂きレイプ! 2（3月26日、サディスティックヴィレッジ）
- マジックミラー号 同じ大学に通う男女がミラー号内でマッチング!? カメラの前でイチャラブ本気中出し（4月9日、SODクリエイト）
- 幻覚!妄想? いままでメスとみなしていなかった妹に突然猫耳が生えて… 二次元好きの僕はドストライクすぎて痛いほど超勃起しちゃった!（4月10日、Z-MEN）
- 彼女に内緒でイケナイ関係 誘惑してくる彼女の妹はかわいい女子学生（4月16日、MAXING）
- 有罪彼女 アイドルと逆恨みのファン達による処刑オフ会（4月19日、ドグマ）
- 「初めてが私みたいなヤリマンでもいいの…?」 超ヤリマン女子に告白したらいつもと違う超ウブな反応に興奮が抑えられず…!? いつもボクの家に来て面倒を押し付けてくるクラスの女子は超ヤリマン!スカートが短いからいつもパンチラしまくるのですぐに勃起してしまうのですが、童貞のボクには興味0のヤリマン女子。だけどそんなヤリマン女子のことが大好きなボク!思い切って告白すると、普段のガサツな態度が一変!可愛くボクの童貞を奪ってくれることに!?だけど溜まりに溜まった気持ちが爆発したボクは腰の動きが止められず高速激ピストン!さらにイってもイってもお構いなしに抜かずの3連続中出し!!「ヤメて!」と言われてもヤリマン女子が気を失って痙攣するほどしこたまヤっちゃいました!!（4月19日、Hunter）
- マジックミラー号ハードボイルド ナンパしたどエロ娘に君よりヤリマンなお友達を紹介してくれたら10万円!と呼び出してもらいもっとエロい娘とヤル!（4月23日、サディスティックヴィレッジ）
- 絶対に手を出してはいけないひよこ女子に媚薬まみれの極悪チ○コで鬼イラマチオ。そして… その肆(4)（4月23日、ひよこ）
- #おけまる #うえーい（4月24日、バリカワ）
- 素人18歳ナンパ GET!! No.212 新大久保で見つけたバイブスやばい18歳 タピオカよりもHに夢中編（5月7日、桃太郎映像出版）
- 上京して専門学校から徒歩5分のアパートに一人暮らし!しかし、そこにほぼ毎日誰かしらクラスの女子が泊まりに来る…。 2 初めての一人暮らしで悠々自適の生活!と思いきや夜になると「明日早いから、泊めて〜!」とクラスの女子がやって来るのです。ボクが手を出せない気弱な草食系男子だと分かっているので、安心して泊まりに来ては平気な顔で超無防備な格好でそのまま寝ちゃうんです!胸チラやパンチラしている女子を目の前にしてムラムラするだけで手を出す勇気が無いボク…。生殺し状態で溜まった性欲を一人で抜くためにAVを見るのですが…。夢中でAVを見ていたらクラスメイトの女子がいつの間にか起きていたのに全く気付かず!クラスメイト女子は何も言わず息を潜めじっとAVを鑑賞し興奮状態!さらにボクの勃起チ○ポを見てしまったクラスメイト女子は発情!突然チ○ポを咥えて来てボクを求めてくるのです!我慢していたボクもこうなったら我慢できません!何度も何度も朝まで発射してしまい、夢にまで見たセックス三昧な日々に…!?（5月7日、Hunter）
- おしゃべりは得意じゃないけど、脱いだらエロいって褒められます。（5月13日、S-Cute）
- パンティフェチ愛好会（5月14日、フェチ眼）※「いちか」名義
- 自宅に連れ込んだ女子○生のパンチラ尻にバックからねじ込むデカチン即ハメ! vol.2 突然の挿入で即イキした敏感オマ○コはイってもやめない追撃ピストンで痙攣絶頂がとまらない! 未体験の大人チ○ポの虜になったデカ尻女子○生に激突き連続中出しSEX合計12発!（5月19日、ディープス）
- Wニーハイブーツ 淫乱どS痴女 浜崎真緒 笠木いちか（5月21日、グローリークエスト）
- 街角美少女ガチナンパ! クリ剥き獄攻め電マ&激吠えアクメ悶絶潮!潮!（5月21日、サディスティックヴィレッジ）
- リピーター続出!お触りNGなのにお願いされたら断れない新人エステ嬢は立ちバックで生挿入!足がガクブル痙攣イキ! 2 出張エステをお願いすると、とても若くて綺麗な新人の女の子がやってきた!!普通にマッサージを受けているだけなのですが、そのあまりの可愛さに我慢できなくなり、お触りNGにも関わらず執拗に女の子の体を色々触っていたら「ダメです、ダメ」と抵抗はしつつも吐息が少しずつ聞こえ始めた!さらに紙パンツからチ○ポがはみ出すほどの勃起を見せつけたら明らかに興奮してしまう新人エステ嬢。強引にパンツに指を突っ込むとビショ濡れ状態で指を中に挿れたら体をくねらせ感じまくり!そのまま立ちバックで生挿入したら足がガクブル痙攣イキ!イってもイっても終わらないエンドレスピストンで連続痙攣爆イキ!（6月7日、Hunter）
- 「絶対に孕ませてやる」 ずっと好きだったのにボクを置いて結婚する姉に連続中出し3日間。 ずっと好きだった姉がボクから逃げるように結婚することに。諦めきれないボクは父と母が旅行でいない3日間、姉の部屋に忍び込み襲いかかる。何度も何度も朝昼晩時間を問わず姉に中出しをし続け、妊娠させてボクと子供といつまでも仲良く暮らすんだ…!（6月7日、Hunter）
- たっぷり唾液と柔らかい唇… フワトロの口マ○コで最後の一滴まで絞り取る 舌品フェラチオ!（6月11日、グローリークエスト）
- 色んな場所で突発D(ディープ)キス!!男にせがみながら寸止め&生殺しを連発する女（6月11日、AKNR）
- 濡れてテカってピッタリ密着 神スク水 可愛い女子のスクール水着姿をじっとりと堪能!着替え盗撮から始まり貧乳から巨乳にパイパン、ハミ毛、ジョリワキ等のフェチ接写やローションソーププレイやスク水ぶっかけに生中出し等を完全着衣で楽しむAV（6月11日、親父の個撮）
- 『このままヤっちゃうぞ!』 『お兄ちゃんだったら、いいよ…』 小生意気な妹を床ドンマウント!したらまさかまさかの神展開!? 普段から生意気な口を利く妹は超モテモテでクラスのマドンナタイプ!!でも、全然彼氏を作らないと思ったらボクの事が好きだった!?だからボクに床ドンされて大興奮!『このままヤっちゃうぞ』なんて言われたから思わず『お兄ちゃんだったらいいよ♡』と本気(マジ)返事!恥ずかしがる妹に激しくキス!もう止まらないボクは中に出すわ、顔に出すわの好き放題ヤリまくって、妹と付き合う事にしました!（6月19日、ゴールデンタイム）
- 痴漢師に満員電車の中で下着姿にされ見られる羞恥で抵抗できない敏感女 3（6月25日、ナチュラルハイ）
- 神待ち家出少女 東京ストリートガール いちかちゃん（6月27日、JUMP）※「いちか」名義
- どんな女でも絶対にイカせる玩具で何度もガチイキするアヘ顔晒しオナニー（7月9日、グローリークエスト）
- だれとでも定額挿れ放題! 月々定額料金さえ支払えば、校内の女子生徒や女教師でも誰でも挿れ放題! 中出しし放題!（7月19日、Hunter）
- 『えっちょっと、ヤメテ! わたし違う…ダメ…』 彼女と勘違いして双子の妹（超まじめで地味）に後ろから生で即ズボ!で勘違い中出ししたら…（8月7日、Hunter）
- 下請けの俺たちを見下す親会社の生意気女社員に輪姦制裁! 激ピストンで腰が抜けるほどイカせまくって、「気持ちいいです」と認めるまで何度も中出し（8月7日、Hunter）
- お嬢ちゃんええやろ? 別にへるもんやなし 中年男たちの偏執的なセックスがあまりにもしつこすぎて 笠木いちか（8月19日、ドグマ）
- イラマチオ中毒女認定式（8月25日、えむっ娘ラボ）
- 駅弁中出しJ〇痴漢 4 学校内で空中絶頂しまくりSP 図書館、教室、トイレ、体育倉庫 総勢12名総集編付き2枚組 豪華版（8月27日、ナチュラルハイ）
- 女子校内で超絶大な人気を誇っている姉のおかげで、そんな姉を慕う後輩と毎日エッチなことをしています… 3（9月7日、Hunter）
- こんな野外で?! 顔射後も止めない突然の笑顔しゃぶりで連続2回おねだり女子○生6 総勢30人60発射総集編付き 豪華版（9月24日、ナチュラルハイ）
- 美少女ヒロイン愛玩具 美少女戦士セーラーフリージア 笠木いちか（9月25日、GIGA）
- おしゃぶり予備校 66 笠木いちか（10月1日、FS.KnightsVisual）
- 『突然のゲリラ豪雨で幼馴染の服がビショビショの下着がスケスケでドッキドキ!』しかも濡れて体が冷え切った幼馴染は『一緒に温まろう…』と言って…（10月7日、Hunter）
- 全裸オイルキャットレズファイト 2 笠木いちか 黒崎さく（10月22日、ROCKET）
- 【 ※3密対策リモート開催編 】SOD女子社員 絶頂! イキまくり会社説明会 2020 画面越しの就活生100名以上に向けたプレゼンをお漏らしせずに生放送出来るか?! SODの将来を担う幹部候補生3名がイカされまくりで135絶頂（10月22日、SODクリエイト）
- 韓国のガールズグループ・オーディションに落ちた美少女を出会い系で発見、催眠漬けにしてチ○ポ病にしたら本音のエロが一気に覚醒 笠木いちか（10月25日、ヒプノシスRASH）
- 催眠ヘルス 普通のセックスより超気持ちいいトランス風俗体験 笠木いちか（11月25日、ヒプノシスRASH）
- 高偏差値素人女子校生限定 某有名私立大学進学を目指す高偏差値父娘が挑戦!? ラップ1枚隔てて大好きなお父さんチ○ポ体験してみませんか?（11月26日、アイエナジー）
- 「まさか娘に勃起してないよね?!」 再婚した妻の連れ子姉妹がパンチラ見せつけたり着替え見せつけたり、同じ屋根の下で義父と義兄のギンギンになったイチモツをプリ尻に押しつけ母の目を盗んでヤリまくる性欲モンスターいけない小悪魔（11月26日、SWITCH）
- 痴漢師にパンストの中でかき回し手マンされ美脚を震わせながらイキ潮を吹かされた女子○生（11月26日、ナチュラルハイ）
- 愛する人の身代わりで身体を差し出したはずなのに… はしたなくも潮をふきまくってイキまくるクジラ系ひよこ女子（12月24日、ひよこ）
- 黒髪娘のクリトリスの形までハッキリわかる! ノーモザイク連続絶頂パンツ越しオナニー（12月24日、アイエナジー）

- 男の顔にまたがってパンティやオマ○コを見せつけながら挑発する 逆さ撮りアングルオナニー（1月1日、OFFICE K’S）
- 集団聖水リンチ! 女子○生のトイレにされた僕! 笠木いちか 冬愛ことね 竹田まい 比奈ひまり 真島梓 青山みるか 長谷川あかね（1月7日、犬/妄想族）
- 危険日直撃訪問! 子作り性教育 ～家庭訪問で生中出しセックス実習～ 笠木いちか（1月8日、Mr.michiru）
- 妄想だけで濡れるカラダ… 緊縛を望む美少女 調教志願マゾヒズム。 笠木いちか（1月13日、無垢）
- SOD女子社員 突撃! いきなり野球拳 特選おっぱい10番勝負 全員SEX4時間!（1月21日、SODクリエイト）
- 全裸尿道責め（2月7日、犬）
- 女のイキツボ直撃レズエステ 乳首いじりとこねくり責めで拒絶しながらも絶頂をくり返す未開発のカラダ（2月25日、ナチュラルハイ）
- 地味子はウエディングエンジェル! ～愛戦士ウエディングエンジェル～（2月26日、GIGA）
- パンティの中にローターを挿れてオナるから見ててね（3月7日、アロマ企画）
- AJOI究極の完全主観オナニーサポートDVDオリジナルAromatic Jerk Off Instruction（3月7日、アロマ企画）
- 対戦相手は巨根AV男優!? 罰ゲームは即ハメ生中出し! かわいすぎるシロウト女子大生が必死にイキ耐える 凄いテク我慢ゲームにチャレンジ! 2（3月11日、アイエナジー）
- ミニスカTバック女子校生 3（3月12日、BAZOOKA）
- ささやき淫語で男性を確実に昇天させる絶品中出しチャイナエステ 3（3月12日、BAZOOKA）
- ミニスカとニーハイとチラリズム 究極の絶対領域パンチラコレクション（3月13日、アロマ企画）
- 下から覗くおっぱいとおま○ことエロ尻アナル（3月19日、アロマ企画）
- 「オチンチン大きくなっちゃったから一緒にオナニーしよっか!?」 広告を見て小遣い欲しさでやって来た女の子に行っていた暴走行為 8名収録（3月27日、JUMP）
- 青春時代宣言!! デカ●ン大好き女の子が興味本位でハメまくりのイキまくり! 笑顔がカワイイ2人の元気印セックス!! 七瀬かれん / 笠木いちか（4月1日、AV）
- 部活の合宿中にハメを外した部屋飲みでヤラれちゃう女子マネージャーは1泊2日の合宿で飽きられるまで男子部員に代わる代わる肉便器にされてしまう。（4月7日、Hunter）
- イラマ修学旅行 修学旅行中、全く言う事を聞かない生意気な女子生徒にトラウマを植え付けるほどイラマと中出しを繰り返す絶倫デカチン体育教師（4月7日、Hunter）
- 痴漢師に電車の隅でこっそりイラマされ顔面えずき汁まみれで泣き寝入りする女子○生（4月8日、ナチュラルハイ）
- 神対応ナース 思わず勃起した僕のチ●ポを不憫に思い一切注意もせず優しく射精とSEXに導いてくれた（4月9日、SCOOP）
- キレカワモデルがあなたの変態願望叶えてあげる 笠木いちか（4月10日、フェティッシュ）
- 本能で快楽を求める即マン美女GET 水着ナンパ ～真夏のGALとパコパコ祭り!!～（4月15日、ピーターズMAX）
- 同窓会で再会した高校時代の憧れのあの子はド変態だった!? 同窓会の三次会の宅飲みすることになり酔ったクラスのマドンナが我が家に。当時よりもますます可愛くなっている彼女にもう我慢できない… 憧れの相手に酔った勢いで何度も欲望をぶつけてしまうボク。すると、清楚な彼女からは想像できないほどの超ドスケベな本性を出してきて…（4月19日、Hunter）
- えっちな女子校生の淫語かたりかけぐちゅぐちゅ連続絶頂ブルマオナニー 6（4月22日、アイエナジー）
- 「先生に中出しされちゃったどうしよう…」親友J○の子宮に精子が届く前にクンニでザーメンを吸い取る女子○生（4月22日、DANDY）
- めいっこ 思春期の少女の一途すぎる純情な愛情 いちかちゃん（4月24日、JUMP）
- 制服美少女と大人の授業 笠木いちか / 杏羽かれん / 青山みるか（5月1日、S-Cute）
- 美女たちの足裏をふやけるまで舐めたい! 4 水着ギャル編（5月7日、RADIX）
- おマ○コの中で蠢くローターの振動をボクのチ○ポに伝えるパンティ素股（5月19日、アロマ企画）
- 『まだ勃つよね?』『次わたし!』『その次またわたし!』『もっともっとエッチしたい!』 最強にエロい二人のヤリマン幼馴染は超絶倫早漏マ○コで何度も何度もイキまくり!! ボクの童貞チ○ポが勃起しなくなるまで何度も何度も中出しさせまくり!!（5月19日、Hunter）
- 姪の変態イラマ娘に精子がなくなるまで喉奥を突かされ続けた3日間 笠木いちか（5月25日、えむっ娘ラボ）
- 変態家庭教師の性調教こんな卑猥なカラダになったのは先生のせいです! 笠木いちか（5月25日、NAGIRA）
- 粘着ストーカーMの電車痴漢・自宅侵入記録#19・20（6月3日、蜃気楼）
- 美人秘書全身女体図鑑 第一号（6月7日、アロマ企画）
- 美人秘書全身女体図鑑 第一号（6月10日、RADIX）
- 制服少女たちの綺麗な髪に発射したい（6月10日、RADIX）
- パンティの中にチ○ポを挟んで射精に導くお姉さん Part.2（6月13日、アロマ企画）
- ストリップ劇場 ニュー目黒DX マル秘ヌキ本番サービス 2021 spring 公演（6月13日、椿鳳院）
- 男だらけのオフ会だと思ったら、周りは全員女で男はボク1人! ゲーム好きが集まる鍋パーティーオフ会に初めて行ったボク。2（6月19日、Hunter）
- 唾液ダラダラ濃厚接吻レズビアン 憧れの先輩と相思相愛、躰の相性抜群で燃え上がるレズセックス 浜崎真緒 笠木いちか（6月24日、ヒビノ）
- ザーメンジェット 4（7月1日、FS.KnightsVisual）
- 数時間だけの恋人を志願するブラコン妹! 『お兄ちゃん…ごめんなさい。本気で好きになっちゃった…』起きたら妹がボクにキスして抱きついていた…。（7月7日、Hunter）
- 唾液ダラダラ接吻痴漢 男を虜にするほどシャブり舐めつくす痴女従業員（7月8日、ナチュラルハイ）
- 変態Mパパを濃厚メスイキさせる天然小悪魔なパパ活痴女 笠木いちか（7月19日、MEGAMI）
- 喉姦面接 笠木いちか（7月19日、ドグマ）
- へそについてしまうほどの急角度の勃起ち○ぽを直角に固定されトルネードの手こきでシゴかれ続ける（7月19日、アロマ企画）
- 「終電ないんで泊めてくださ～い」超生意気な後輩2人と残業をしていたら終電がなくなった。と思ったらボクの家に泊まると言い出した。日頃の恨みを晴らすべく限界まで酔わせてヤッてやる! というかヤッてやった!（7月19日、Hunter）
- M男たちの射精寸前煩悩チ○ポを焦らし寸止めされ続ける最高のM性感風俗 笠木いちか（8月13日、M男パラダイス）
- 普通のエッチに飽きて刺激を求めレズに挑戦! だけど恥ずかしくてできない。そこで「チ○ポがあれば恥ずかしくないよね?」とチ○ポで照れ隠し。（8月19日、Hunter）
- マゾ護身術 3 笠木いちか 赤瀬尚子（9月6日、トラウマアート）
- 痛いと気持ちいいで脳汁ダラダラ!! 噛みつき快感手コキ 2（9月7日、M男パラダイス）
- 素人ホイホイ × MBM 衝撃の透明感 純度1万%の笑顔 ホンモノ天使ちゃん3連発2 撮り下ろし268分（9月17日、MBM）
- 「勉強を教えてくれたら、代わりにエッチなこと教えてあげる」ヤリマンすぎて成績が壊滅的な義妹と、勉強命で童貞のボクとの交換条件付き個人授業。（9月28日、Hunter）
- まさか! エロ配信が担任の先生にバレちゃうなんて!! 笠木いちか（10月1日、プラネットプラス/アンビバレンツ）
- 仕事サボってAV出ませんか? 書店勤務2年目 青山亜矢 (仮名・24歳)（10月12日、椿鳳院）
- 10分で2度抜き手こきサロン 4（10月19日、アロマ企画）
- ポエティックロリータ監禁レ●プ 笠木いちか（10月26日、SEX Agent/妄想族）
- 顔で抜く!! 顔面ドアップオナ指示（10月26日、SEX Agent）
- 突然の義父のキスが上手過ぎて腰が抜けて身体が反り返るほど感じて真面目な嫁が一瞬で発情メス化!!（11月23日、SCOOP）
- 血の繋がりのない妹と二人っきりの3日間! ここぞとばかりにセックスしまくった!! 笠木いちか（12月1日、プラネットプラス/アンビバレンツ）
- 私、どこまでできるんだろう… 喉奥の限界に挑戦する女たち（12月28日、Hunter）

- 美人女子社員催眠健康診断 笠木いちか 来栖ゆな（1月14日、トラウマアート）
- 女子○生全身女体図鑑 第三号（1月18日、アロマ企画）
- 在宅勤務でリモートワーク中のOLさん会社に内緒で副業パパ活しませんか!?（1月18日、素人まっちんぐEX/妄想族）
- 増殖レズ覚醒 ～イカされた女が次々とレズに目覚めてレズり始める乱交計画～（1月27日、ナチュラルハイ）
- 湯船の中で乳首が勃起するまでイジられ続け拒めずレズイキさせられた美乳娘（2月10日、ナチュラルハイ）
- アブノーマルヨガプラクティス 首絞めと体の調和 笠木いちか 来栖ゆな（2月25日、トラウマアート）
- LOVELY LOSERS 笠木いちか 橋野愛琉（3月1日、SILVER BIRCH）
- パンティ顔騎やおっぱい窒息されながらの乳首責めでチ○ポを放置されても射精する男たち 2（3月1日、アロマ企画）
- セラピストの匠の指技で乳首エロ優しく愛撫されながら逆手オイル手こきでフル勃起キープさせられ続ける（3月8日、アロマ企画）
- 清楚なお嬢様OLはおじさんザーメン大好き小悪魔性欲モンスター 笠木いちか（3月26日、Shark）
- 完全CFMN 全裸ですけべ椅子に拘束され乳首・亀頭・蟻の門渡りの3点責めされ続ける（4月12日、アロマ企画）
- パパ活女子校生 いちかちゃん (足立区在住)（6月25日、JUMP）
- 清純派アイドル闇落ち特番 恥辱のドマゾ覚醒生放送 笠木いちか（6月28日、シネマジック）
- セクシーアイドルプロレズリング スペシャル 4 ～2種の競泳水着スペシャル～ 笠木いちか 橋野愛琉（7月1日、SILVER BIRCH）
- 勃起しちゃったの? カワイイ!! 従姉妹と強制混浴 就活のため従姉妹の家にお世話になったのだけど、僕のチ○ポを狙って、汗かいたでしょ? お風呂でカラダ洗ってあげる! と一緒に入浴! おっぱいマ○コに勃起して喜ばれて挿入された!（7月21日、SWITCH）
- アソコに直穿きスポウェア女子 身体の火照りが止まらないマ●コトロトロエクササイズ!（7月23日、オイスター海運）
- 浜崎真緒と逢見リカが真夏のビーチで地元女子を口説いてレズナンパ! 私たちと一緒に気持ちよくなろうよ!（9月13日、ビビアン）- 夜中にビーチ付近を散歩中の清楚系女子『いちかちゃん』として出演。
- 美少女ヒロイン愛玩具 美少女戦士セーラーフリージア 笠木いちか（9月25日、GIGA）
- 奴隷女の全身舐めまくりご奉仕 2（9月27日、SEX Agent）
- 入院中超タイプの美人ナースと部屋で偶然2人きり 僕の勃起チ○ポを見て見ぬふりを出来ない彼女は こっそり挿入してくれた…。7人収録5時間（9月27日、SCOOP）
- 「オチンチン大きくなっちゃったから一緒にオナニーしよっか!?」 広告を見て小遣い欲しさでやって来た女の子に行っていた暴走行為 (4) 8名収録（10月22日、JUMP）
- セクシーアイドルスター☆ 笠木いちか（11月1日、SILVER BIRCH）
- 家出してきた姪。オジサン、私にお仕置きをしてください……。 笠木いちか（12月27日、ILLEGAL/妄想族）

- ハメ潮まみれの超敏感おマ●コ変態娘 笠木いちか（4月4日、S-Cute）
- 尿道×アナル責めM男脳バグパニック！マゾ責め誘惑痴女小悪魔に弄ばれて脳みそバグってイキまくり！ 笠木いちか（3月28日、M男パラダイス）
- 美少女に生まれ変わった僕が女王様にイカされまくるレズビアンSM 笠木いちか・観菜月らみぃ（4月4日、MEGAMI）
- 悲鳴をあげた女の子にエッチなお仕置き！震えて濡れる恐怖のオカルトLIVE完全版（4月14日、パラダイスTV）
- ピュアだと思ってたあの子が実は陽キャ仕込みの高速舌先レロレロフェラ＆グッポグポ吸引フェラの使い手で、あっけなく夢崩れ射精した僕をさらに求める二回戦続行SEXで毎日干からびた。笠木いちか（6月27日、グローリークエスト）
- 尺られたい年頃 笠木いちか（6月30日、CHoBitcH）
- 教室でレズッてるクラスメイトを見てしまった。それをネタに脅そうとしたら逆襲されて何度も射精させられた（8月8日、	BALTAN＜バルタン＞）
- 天使な彼女 Vol.4 笠木いちか（9月12日、First Star）

- 検証。出所直後の元性〇罪者に接触！ 4年もの禁欲をした女性の性欲はどうなるのだろうか（2月21日、SODクリエイト）

カメラ目線でチクニーする女子の顔面と勃起乳首を堪能するビデオ（5月28日、SEX Agent/妄想族）
- メスガキJ●妹の足ま●こお借りします。 笠木いちか（5月28日、SEX Agent/妄想族）
- カメラの前でおしっこする女 5（11月26日、グローリークエスト）

### アダルトVR
- めちゃカワ今どき後輩彼女と超イチャラブ密着 あまえ声おねだりSEXイキまくり絶頂VR（7月11日、kawaii*）

- くすぐりVR 〜妹との禁断のフェチ遊戯〜（2月7日、CASANOVA）
- 吉祥寺のカフェ店員 閉店後のお店でケーキよりもあま〜い癒しのSEX（3月5日、ブイワンVR）
- シィ〜ッ!!誰かに聞こえちゃったらどうするのっ!!（4月3日、ワープエンタテインメント）
- #兄妹あるある(妹とのエッチ体験) ウブい見た目でド変態な妹との近親相姦（4月10日、CASANOVA）
- うぶなメガネ女子○生に身体測定でいたずらしたら感じまくり! うぶなメガネ女子○生に身体検査中いたずらしたら、声を押し殺して恥ずかしそうに感じはじめた!コレはイケる!と思ってさらに激しく触りだしたら、真面目な顔して感じまくってイキまくる実は超ムッツリスケベ!そしてまんざらでもない顔して逆にボクを求めてきた!（5月14日、Hunter）
- レンタルセフレVR 〜見つめながらセックスしよ?〜（5月19日、KMPVR）
- 微乳A（5月29日、ドリームチケット）
- 感じている顔をずっと見つめるVR（5月31日、KMPVR）
- 女子校生のスクール水着を観察し続けるVR（6月21日、KMPVR）
- 顔騎遊園（6月25日、KMPVR）
- アメスクVR（7月8日、KMPVR）
- 美人保育士の誘惑告白。「私、ずっと前から貴方の事良いなって思ってました」 笠木いちか（12月11日、TEPPAN）
- うたた寝カノジョにこっそりいたずら… その後とってもらぶらぶなセックスしちゃった 笠木いちか（12月15日、CRYSTAL VR）

- 子作りできるVR 家庭教師編 笠木いちか（3月25日、Mr.michiru）
- セックスごっこしよ? 清楚で美人なお姉ちゃんが教えてくれたイケナイ遊び 笠木いちか（10月15日、CASANOVA）

- 顔抜きオナニー指示（8月5日、AQUA）
- エッチなことに興味が出てきた妹がじーっと見つめてくる 笠木いちか（8月12日、AQUA）
- ただひたすらに乳首責めVR（9月2日、AQUA）
- 一発の射精に情熱を注ぐ者への快楽の道標 笠木いちか（10月14日、AQUA）

### アダルトサイト
「FANZA」
- いちか（2019年12月19日、俺の素人）
- りょうこ（2020年1月10日、E★ナンパDX）
- 一夏（2020年2月28日、素人ホイホイZ）
- 笹木ちか（2020年3月24日、しろうとめんせつ）
- いちか（2020年4月15日、バイトちゃん）
- いっちー（2020年4月16日、港区女子）
- みづぅ（2020年6月17日、素人ホイホイ）
- バリカワ制服女子と自粛しないでイチャラブ性活（2020年10月27日、ZOOO）
- I LOVE オジサマ 笠木いちか（2022年11月17日、WAAPサロン）
- いま、ナマイキ言ったのは、このクチか? 笠木いちか（2022年12月8日、WAAPサロン）

「MGS動画」
- 「なんかでちゃう♡」元J●ホヤホヤ潮吹き初体験!!かわいすぎるご尊顔&スレンダー美BODYがジジ指&腰テクで同級生では味わえなかった快楽の波状攻撃でガチイキ絶頂!!「また出ちゃう♡」ハメ潮大量デビューでガチ初中出しに感動!!＜おじさんずラブ009：いちか＞（2020年2月8日、プレステージプレミアム）※「いちか」名義
- のあ  水着美女が真夏の夜にイキ潮の大玉を打ち上げ♪照れ屋な新人キャバ嬢のお漏らしフルコースでシーツ全滅…。激パコ自撮りスタイルで理性ブッ飛び絶頂!!!（2020年10月25日、まんまんランド）
- 【パパ活 × 未成年 × ハメ潮噴射】【口内＆膣に2連射】オヤジ殺しフェラで荒稼ぎ中のプロ級パパ活女子降臨! 擦れる生チンの快楽でアヘる清楚ビッチJDに無許可でナマ中出し!（2021年3月30日、黒船）
- しおり（2022年4月6日、Lady Hunter）

「FC2」
- #27ちか 令和2年2月。卒業式から5日。半端ない背徳感と興奮で超濃厚接触。【個人撮影】【はめ撮り】（2020年3月19日、スケザネヘイタ）

「S-Cute」
- #771 Ichika（2020年5月8日）

### イメージDVD
- 純系パラドックス 恥じらうほどに大胆に（2020年5月28日、CRANE）※「桜庭きょうこ」名義

## 出演

### テレビ
- 阿部乃ちゃんねる（2020年9月12日、11月2日、エンタ!959）